# Jules Émile Planchon
Jules Émile Planchon (Ganges, 21 maart 1823 – Montpellier, 1 april 1888) was een Frans botanicus en hoogleraar in de farmacie aan de Universiteit van Montpellier. Hij is bekend geworden door zijn werk aan de identificatie van de druifluis (Dactylosphaera vitifoliae (Fitch, 1855); door hem Phylloxera vastatrix genoemd) en de rol die hij speelde bij het redden van de Franse wijngaarden door de invoer in Europa van Amerikaanse Vitis-soorten die resistent tegen de plaag waren.

## Druifluisplaag
In 1868 doopte Planchon de druifluis Phylloxera vastatrix. De Franse regering stelde in 1870 ter bestrijding van de druifluis een commissie in, waarvan Louis Pasteur de prominentste voorzitter was. De commissie toetste meer dan 700 voorstellen. In 1873 slaagde Planchon erin met behulp van enkele andere experts te verifiëren dat de druifluis erin geslaagd was vanuit de oostkust van de Verenigde Staten naar Europa te reizen. De wijnbouwer Gaston Bazille, Planchon en de tuinbouwer F. Sahut meenden dat biologische onderdrukking van de druifluis de sleutel tot de oplossing van het probleem was. In de VS waren talrijke wijnstokken resistent geworden tegen de druifluis. Een Franse delegatie bemiddelde in Amerika met behulp van de botanicus Thomas Volney Munson bij het verkrijgen van de vereiste onderstammen. Bazille begon de loten van de Europese wijnstokken (Vitis vinifera) op de resistente Amerikaanse onderstammen te enten. De cyclus van de druifluis werd zo succesvol gestopt. Deze vorm van veredeling was de eerste biologische ongediertebestrijding in de geschiedenis van de druifluis, en de methode wordt nog steeds toegepast.

## Meeldauw
De uit Amerika stammende schimmel meeldauw werd in 1875 door Planchon ontdekt. Deze schimmel hield in Europa in 1915, 1977, 1983 en 1988 massaal huis. Hij ontstaat uit de plasmospora van een schimmel die Vitis labrusca spaart, maar juist Vitis vinifera ernstig treft en dan vooral bij hoge temperaturen en een hoge relatieve luchtvochtigheid. Hij is zichtbaar als een olieachtige vlek op de bovenkant van het blad, als een wit poeder op de onderkant, en het verblijf op afgestorven bladeren. De preventie van meeldauw gebeurt met onverweekte koperzouten – dit mag in de Bordeaux gebeuren met niet-schadelijke syntheseproducten van dithiocarbamaat tot producten op basis van cyxno-oxamil, die de bladeren binnendringen of nog verder door systemische producten die 12 tot 14 dagen werkzaam zijn.

## Planten
Planchon heeft meerdere planten een beschrijving gegeven en van een wetenschappelijke naam voorzien. Daaronder bevinden zich de kiwi (Actinidia chinensis) en 13 soorten passiebloemen. Voor planten die hij heeft beschreven wordt als auteursnaam de afkorting Planch. gebruikt.